# باول كونينغهام (سياسي)
باول كونينغهام (بالإنجليزية: Paul Cunningham)‏ هو محامي وسياسي أمريكي، ولد في 15 يونيو 1890 في مقاطعة إنديانا في الولايات المتحدة، وتوفي في 16 يوليو 1961 في برينرد في الولايات المتحدة. حزبياً، نشط في الحزب الجمهوري. وقد انتخب عضو مجلس نواب ولاية ايوا (1933 – 1937) وانتخب عضو ‏ (1920 – 1923) وانتخب عضو مجلس النواب الأمريكي.